# 衛淳
衛淳（1397年—？），字宗元，山西平陽府曲沃縣人，明朝政治人物。進士出身。

## 生平
河南鄉試第五名。宣德五年（1430年）丁丑科會試第十二名，殿試登進士第三甲第六名。

## 家族
曾祖衛添祥。祖父衛從政。父亲衛溥，曾任任歸德州儒學訓導。